# Tontechniker
Als Tontechniker werden umgangssprachlich Personen bezeichnet, die im Umfeld der Tonaufnahme aktiv sind. Die Berufsbezeichnung Tontechniker ist in Deutschland nicht geschützt und das Berufsbild folglich nicht völlig eindeutig. Dem ursprünglichen Sinne nach bediente er technische Einrichtungen, die zur Schallaufzeichnung, -bearbeitung und -wiedergabe (Tontechnik) dienen, und galt als der Zuarbeiter für die Tonregie: den Toningenieur bzw. Tonmeister. Heute werden jedoch oft alle Tonverantwortlichen pauschal als Tontechniker bezeichnet.
Im englischsprachigen Raum sind solche Tätigkeiten unter den Bezeichnungen Audio Engineer, Sound Engineer oder Technician zusammengefasst, die ebenfalls nicht geschützt sind.

## Kritik am Berufsbild
Die Tätigkeitsgebiete sind meistens Fernseh-, Radio- und Musikproduktion sowie Beschallungstechnik. Nur wenige Techniker erledigen dabei jedoch ausschließlich nur die üblicherweise einfachen tontechnischen Aufgaben wie Überspielungen, leichte Klang- und Pegelkorrekturen, Gerätewartung und -bedienung ohne hohen künstlerisch-gestalterischen Anspruch.
Durch den enormen Wandel in der Medienproduktionsindustrie gilt die konventionelle Beschreibung des Berufsbildes als umstritten und es zeigt sich eine Auflösung der vormaligen Abgrenzung. So verschmelzen in moderner Musikproduktion z. B. die Rollen des Produzenten und des Tontechnikers, da Musik heute  oft computerbasiert und unter Anwendung elektronischer Klangerzeuger erfolgt. Als weiteres Beispiel hat sich die Arbeitsweise insbesondere im Privatrundfunk in Richtung einer Verschmelzung der technischen und journalistischen Tätigkeiten gezeigt. Letztlich besteht eine Vielzahl von Tätigkeiten, die Tontechnik beinhaltet.
Speziell beim öffentlich-rechtlichen Rundfunk wird in Tonmeister, Toningenieur und Tontechniker bzw. Tonassistent unterschieden. Als neuere Berufs- und Ausbildungsrichtungen haben sich Mediengestalter Bild und Ton und Fachkraft für Veranstaltungstechnik (= Veranstaltungstechniker) herausgebildet.
- Tonmeister/-ingenieur ist ein graduierter Hochschulabschluss (Dipl.-Tonmeister und Dipl.-Ing.). Aufgabengebiete sind umfangreiche Musik-, Medien- und Filmtonproduktionen sowie Tätigkeiten in den Bereichen Forschung, Entwicklung und Planung/Beratung.
- Mediengestalter Bild und Ton ist ein relativ junger Ausbildungsberuf, der auch die Gestaltung von Filmen mit einschließt.
- Veranstaltungstechniker kümmern sich um den Aufbau von Beschallungs-, Licht- und Bühnenanlagen bei Live-Veranstaltungen und überwachen während der Veranstaltungen den korrekten technischen Ablauf.
- Toningenieur/FoH-Techniker/Tontechniker für denjenigen, der auf Live-Veranstaltungen den Ton mischt, gibt es verschiedene Bezeichnungen. Umgangssprachlich Toningenieur, Tontechniker, FoH-Mischer oder -techniker genannt, übt er nahezu die gleiche Tätigkeit aus wie der Toningenieur im Theater. Er ist verantwortlich und nimmt konkreten Einfluss auf die Mischung, die Lautstärke usw. im Zuschauerbereich. Üblicherweise wählt er Mikrofone, Mischpult, teilweise auch Beschallungsanlage (P. A.) usw. aus, soweit nicht von einer höheren Stelle (Veranstalter, Musiker/Künstler usw.) bestimmtes gefordert wird. Im Live-Veranstaltungs-Bereich arbeitende Techniker, Toningenieure usw. sind meistens Quereinsteiger, wobei das Wissen durch jahrelange Erfahrungen, Selbststudien und Kurse angeeignet wurde bzw. wird. Gerade im Bereich Live-Veranstaltungen ist man besonders auf die Erfahrungen der Toningenieure angewiesen.
- Monitortechniker, -mixer, -ingenieur Monitortechniker sind bei einem separaten Monitormix für die Abmischung auf den verschiedenen Monitorwegen zuständig.

Alle diese tontechnischen Berufe setzen ein Grundwissen über Mikrofone, Schall, Akustik, Wiedergabe usw. voraus. Hat man sich all dieses Wissen angeeignet, kann man sich auf die oben genannten verschiedenen Gebiete spezialisieren. Somit zeigt sich hier deutlich die Wandlung der Begriffsbedeutung „Tontechniker“, den es in der alten Form fast nicht mehr gibt. Trotzdem wird die Bezeichnung „Tontechniker“ als Beruf weiterbestehen, solange es eine Nachfrage am Arbeitsmarkt gibt.

## Ausbildungen in Deutschland
Die Schule für Rundfunktechnik (SRT) in Nürnberg hat die Ausbildung zum Tontechniker vor einigen Jahren eingestellt. Andererseits bieten diverse Privatschulen Kurse im Bereich der Tontechnik und damit zum Tontechniker an. Die Lehrpläne dieser Schulen folgen US-amerikanischen Vorbildern und damit den Bedürfnissen des US-Marktes und der dortigen Arbeitsmarktmentalität. In Deutschland ist die Effektivität solcher Schulen umstritten, da die Einstellung vorherrscht, dass die nötigen Fähigkeiten nur durch umfangreiche praktische Erfahrung erworben werden können.